# Чери (Ла Специја)
Чери је насеље у Италији у округу Ла Специја, региону Лигурија.
Према процени из 2011. у насељу је живело 177 становника. Насеље се налази на надморској висини од 145 м.